# Pomponius Mela

En rekonstruktion av Pomponius Melas världskarta

Pomponius Mela, född i Tingentera eller Baetia, södra Spanien, död omkring 50 e. Kr.,  var den främste romerske kartografen. 

## Biografi
Namnet Pomponius antyder att han var av en känd romersk plebejsläkt, till vilken Ciceros vän Pomponius Atticus, samt tragediförfattaren Publius Pomponius Secundus hörde. Flera nämns i Publius Cornelius Tacitus Annales. Andra har antagit att han är densamme som L. Annaeus Mela av Corduba, som var son till Seneca d.ä..
Hans huvudverk De Situ Orbis är troligen från c:a 43-44 efter att Claudius intagit Britannien, och publicerades 1471. Verket har även utgivits under namnet De Chorographia, och verken är i det mesta identiska med smärre skillnader. I De Chorographia kallas Skandinavien (latin) "Scadinavia" , men i De Situ Orbis "insula Codanonia" (latin, ön Codanonia) . 
Jordanes påstås ha läst detta verk när han skrev Getica.